# Kornelie Němečková
Kornelie Němečková (5. července 1932, Vsetín – 15. listopadu 2024) byla česká výtvarnice a ilustrátorka, jejíž dílo je typické vystřihovanou grafikou a obrázky, které se inspirují ve starých obyčejích a folkloru. K tvorbě své stříhané grafiky používala nůžky na oční operace. Její grafická tvorba se objevila například v úvodní znělce televizního pořadu pro děti Zpívánky.
Její tapisérie, textilní koláže a vystřihovaná grafika zdobí interiéry řady českých veřejných institucí a jsou součástí soukromých sbírek po celém světě.